# Jon Bengtsson

Riksdagsman Jon Bengtsson i Ströby. Avporträtterad av Lorens Pasch d.y..

Jon Bengtsson, född 1719 i Ströby i Skatelövs socken, död 5 april 1797 (mördad) på Nöbbele gästgivaregård i Vederslöv, var en svensk riksdagspolitiker. 

## Biografi
Storbonden Jon Bengtsson – kallad bondekungen – ägde marker både i Skatelövs och Vederslövs socknar. Han var en av Mösspartiets främsta politiker som representant för Allbo, Kinnevalds och Norrvidinge härad vid de flesta riksdagar 1755–1789. En av hans politiska triumfer var när han 1787 lyckades stjälpa Gustav III:s kronobränneriprojekt och återinföra det nästan obegränsade hembrännandet. 
Att Jon Bengtsson åtnjöt hemortens aktning och förtroende visas tydligt genom att han redan vid 36 års ålder valdes till riksdagsman. Pehr Thomasson har om Jon Bengtsson skrivit: 
Stora herrars djerfva hot
Kungens onåd, packets knot
Aktade han ringa.
Mot att såsom folkets man
Göra vad som göras kan
För att rätt frambringa.
George Adlersparre beskriver Jon Bengtsson, efter ett besök hos den sistnämnde 1787: "Denne namnkunnige riksdagsman är en man av gott vett, munter och livlig".
Han var, enligt Jan-Öjvind Swahn, även känd för att vara stridbar, slug och mottaglig för mutor (det sista enligt Erik Naumann dock endast baserat på ovänners insinuationer). Ryktet berättade dock att han ägde tre tunnor guld, som troligen, i alla fall delvis, kommit från ryska "gåvor" under frihetstidens parlamentariska anarki. Hans omtalade rikedomar gav emellertid upphov till att han på ålderns höst rånmördades. En piga släppte en natt in en smed från trakten som överföll hennes husbonde. Mördaren greps, och mordet gav sedermera upphov till en sägenbildning i trakten.
I Statens porträttsamling på Gripsholms slott återfinns en bröstbild på honom utförd av Lorens Pasch d.y..